# De briesende bruid
De briesende bruid is het vijfenzeventigste stripverhaal uit de reeks van Suske en Wiske. Het is een van de laatste verhalen uit de reeks die nog (grotendeels) werden geschreven door Willy Vandersteen. Het werd gepubliceerd in De Standaard en Het Nieuwsblad van 9 september 1968 tot en met 17 januari 1969. 
De eerste albumuitgave in de Vierkleurenreeks was in april 1969, met nummer 92.

## Locaties
- Brabant in de tijd van de ridders, gebied van de edelmannen (kasteel van blauwbaard), Midden-Oosten met woestijn, concertgebouw, hangar op vliegveld.

## Personages
Suske, Wiske, tante Sidonia, Lambik, Jerom, professor Barabas, Fred van Telramund, koning Henderik, de Zwaanridder (Lohengrin), Blauwbaard, Anna (huishoudster) en haar twee broers, Diana en haar vader (Britse toeristen), sjeik El Rui-Genteen, sjeik El Plé-Buij, Bagdada (paard), Anthony Fokker, Slabovitch en Snobiënski, Fritz, Fé Holksong, Willy Vandersteen (Amor).

## Uitvindingen
In dit verhaal wordt de teletijdmachine gebruikt.

## Het verhaal
Tante Sidonia krijgt een mysterieus telefoontje van "Amor" via een oud – niet aangesloten – telefoontoestel op zolder. Niemand gelooft haar en ze besluit met de teletijdmachine op zoek te gaan naar een geschikte man. 
Suske en Wiske helpen Sidonia als ze vertrekt naar het middeleeuwse hertogdom Brabant. Ze hoort dat de hertog van Brabant een ongeluk heeft gehad; zijn dochter zal trouwen met Fred van Telramund. Tante Sidonia stelt zich voor als Else van Brabant en Fred denkt dat zij zijn beloofde bruid is. Dan arriveert koning Henderik en de zwaanridder wil vechten voor de hand van Sidonia. Tante Sidonia wil weten wie de zwaanridder is, maar hij moet vertrekken als iemand zijn geheim weet. Hij vertelt dat hij in de burcht van Montsalvat woont, zijn vader is Parcival en hij heet Lohengrin. Tante Sidonia wordt door Lambik en Jerom teruggeflitst, terwijl ze nog niet klaar is met haar zoektocht.
Na het tijdperk van de ridders wil tante Sidonia naar het tijdperk van de edelmannen en ze komt bij een kasteel. Ze ziet Zwartbaard, waarop ze zich vermomt als heks. Zwartbaard nodigt haar uit op zijn kasteel en de markies stelt haar voor aan de huishoudster, Anna. Ze mag overal komen en krijgt de sleutels van het kasteel in handen. Eén kamer is echter verboden terrein. Anna vertelt dat er al zeven vrouwen zijn verdwenen en Sidonia gaat toch naar de verboden kamer. Zwartbaard komt terug door een regenbui, waardoor de verf van zijn baard spoelt. Nu blijkt dat hij eigenlijk de kwaadaardige vrouwenontvoerder Blauwbaard is. Sidonia vlucht met Anna naar de toren. Anna wacht op haar broers, maar Lambik ziet alles en komt te hulp. Net voordat hij wordt geraakt door Blauwbaard worden hij en Sidonia teruggeflitst.
Lambik en Jerom brengen Sidonia naar een verlaten steenbakkerij in de polder, zodat ze niet weer met de teletijdmachine op pad kan. Maar Suske en Wiske komen met haar in contact en ze bevrijden Sidonia. Ze verkleedt zich opnieuw en gaat naar het Midden-Oosten van het begin van de 20ste eeuw. Ze ontmoet Diana en haar vader, twee Britse toeristen, die overvallen worden door sheik El Rui-Genteen. Sidonia offert zich op en wordt ontvoerd. Maar als ze ontdekt dat de sjeik al oud is probeert ze onder het huwelijk uit te komen, alhoewel ze Bagdada − het beste paard van de sjeik − krijgt aangeboden. Ze ziet een foto van sjeik El Plé-Buij, de aartsvijand van haar toekomstige man, en vindt hem erg knap.
Sidonia laat zich ontvoeren door sjeik El Plé-Buij en komt in diens kamp, waar ze het paard laat gaan. Maar als deze sjeik hoort dat het paard niet van haar was, wil hij niet meer met Sidonia trouwen. Hij wil haar nu ruilen tegen het paard en stuurt een boodschapper naar sjeik El Rui-Genteen. Die weigert de ruil en Sidonia wordt alleen in de woestijn achtergelaten. Lambik en Jerom komen te hulp en verslaan de mannen van sjeik El Plé-Buij en helpen tante Sidonia net op tijd. Samen worden ze weer naar het laboratorium geflitst. Sidonia zegt dat ze zich gaat bezinnen, maar daarna wil ze weer een man zoeken. Ze zoekt het telefoontoestel weer op om weer met Amor te spreken.
Suske repareert het telefoontoestel en Sidonia vraagt om een beroemdheid als toekomstige man. Ze reist weer door de tijd, nu naar het begin van de twintigste eeuw. Daar redt ze iemand die neerstort met zijn DVII. Ze ontmoet iemand en praat over Anthony Fokker, een luchtvaartpionier. De man vertelt dat hij Fokker is, waarop Sidonia vertelt dat ze een boek over hem wil schrijven. Fokker vraagt Sidonia ten huwelijk, maar hij heeft zijn fortuin belegd in zijn nieuwste vliegtuig. De Duitse regering heeft beslag gelegd op het vliegtuig en dat moet eerst over de grens worden gebracht voordat het huwelijk kan plaatsvinden. Sidonia biedt aan het vliegtuig de grens over te brengen. Fokker belt met Slabovitch (hij noemt zichzelf Snobiënski).
Sidonia komt als journaliste in de loods en vraagt Fritz de hangar te openen. Dan ontsnapt ze met het vliegtuig (de DR1), maar een man in het zegt dat hij Fokker is en tante het slachtoffer is geworden van twee spionnen. Sidonia slaat de nep-Fokker neer als ze landt en komt in een vuurgevecht met een handlanger. Ze kan toch nog veilig landen en ziet Anthony rennen, maar als ze haar armen opent rent hij voorbij. Anthony gaat rechtstreeks naar het vliegtuig en tante Sidonia wordt weer teleurgesteld naar het laboratorium geflitst. 
Sidonia is erg triest en komt per toeval bij een concert van Fé Holksong terecht. De zanger is erg knap, maar als ze alle aandacht voor de popster ziet vertrekt ze snel.
Suske en Wiske komen Fé tegen in het park, die bedroefd is omdat de vrouw van zijn dromen zo snel is vertrokken na zijn concert. Suske en Wiske beseffen dat hij het over Sidonia heeft en ze nemen Fé mee naar huis. Lambik en Jerom zoeken Sidonia, die net is vertrokken met de trein naar Parijs. Jerom houdt haar tegen en ze brengen haar naar Fé, die tante al snel ten huwelijk vraagt. Suske en Wiske maken het toilet van Sidonia, en in een mooie witte jurk trouwt ze met Fé in het stadhuis. 
Als Sidonia en Fé naar de kerk willen gaan, wordt alles ineens wit. Het blijkt dat Vandersteen dit hele verhaal heeft uitgegumd, aangezien Sidonia's huwelijk ook het einde van de stripreeks zou hebben betekend. Alles wordt dus terug zoals het vroeger was. 
Sidonia herinnert zich niets meer van de voorbije gebeurtenissen. De telefoon is in de vuilnisbak beland.

## Achtergronden bij het verhaal
- Amor ofwel Cupido waarmee Sidonia belt, is de Griekse god van de liefde.
- De Zwaanridder is een personage uit de legende van Lohengrin. Net als in het verhaal verlaat hij zijn geliefde wanneer deze naar zijn herkomst vraagt.
- Blauwbaard is het hoofdpersonage uit het gelijknamige sprookje uit de verhalenbundel Sprookjes van Moeder de Gans van Charles Perrault.
- Sjeik El Plé-Buij is een karikatuur van Rudolph Valentino in de film The Sheik. Zijn naam is een woordspeling op playboy.
- De naam van het paard Bagdada is ook een woordspeling, verwijzend naar de Iraakse hoofdstad Bagdad.
- De Nederlandse piloot Anthony Fokker speelt een belangrijke rol in dit verhaal.
- De naam Fé Holksong is een woordspeling op het woord folksong.
- Als Fé Holksong kennis komt maken met Sidonia en haar vrienden, zingt hij het refrein van De schuld van het kapitaal, een satirisch strijdlied dat door Leen Jongewaard beroemd werd gemaakt.
- Tijdens Sidonia's huwelijk zijn op de achtergrond verschillende medewerkers van Studio Vandersteen te herkennen. Ook Vandersteen zelf heeft in de laatste vier stroken een cameo.